# SHONAN BREEZE
『SHONAN BREEZE』（ショウナン・ブリーズ）は、湘南ビーチFMで週末に放送されているラジオ番組。土曜は「SHONAN BREEZE SATURDAY」、日曜は「SHONAN BREEZE SUNDAY」として放送されている。

## 概要
湘南ビーチFMで長らく放送されている週末のワイド番組で、2022年4月現在の生放送番組の放送時間としては最も長い6時間ある。
番組名に「SHONAN」と地名が付いているものの、現状は地域情報についての要素がほぼ無く、主に音楽を中心とした編成となっている。特にSATURDAYではメッセージの紹介はほぼ無く、リスナーからの楽曲リクエストを中心に曲紹介のみで進行しており、毎週平均で70曲以上が流されている。一方でSUNDAYではメッセージ紹介とアシスタントとの掛け合いが中心となっており、ゲスト・スポンサーコーナーなども多くある。そのため、全体的にトーク要素が多めとなっている部分もあり、基本的に特集企画時以外では楽曲リクエストの受付は行われていない。
パーソナリティにはinterfmなどのラジオ番組に出演する「George Cockle」を土曜（SATURDAY）に、開局当時からパーソナリティを務める「竹下由起」を日曜（SUNDAY）に起用。平日の『スズキヤ提供 いってらっしゃい』と同様にアシスタントも存在しており、土曜（SATURDAY）には『スズキヤ提供 いってらっしゃいFRIDAY』のパーソナリティを務める「石川茱帆」と『DAILY ZUSHI HAYAMA』のミクサーを務める「井上七重」が隔週交代で、日曜（SUNDAY）にはレディオ湘南で『Merry Weekend』のパーソナリティを務めていた「江尻由美子」を起用。
「SATURDAY」・「SUNDAY」のどちらも正確な開始時期は不明であるが、湘南ビーチFMの公式サイト内に掲載されている「湘南ビーチFMマガジン」のVol.1（2006年春発行のもの）のタイムテーブルでは既に当番組が放送されていることが分かる。当初はSATURDAYが2時間、SUNDAYが6時間という体制が取られており、SATURDAYには「久保田悦子」、SUNDAYには「竹下由起」をパーソナリティとして起用。その後SATURDAYは2007年3月に一度終了となり、約10年間は「SHONAN BEACH FM MAGAZINE RADIO」が放送され、SUNDAYは継続して放送されていた。
その後、2017年3月をもって「SHONAN BEACH FM MAGAZINE RADIO」が終了することとなり、同番組で「MITSUBISHI OUTLANDER PHEV West Coast Highway」のコーナーを担当していた「George Cockle」を起用して2017年4月から「SATURDAY」が再開されることとなった。「SATURDAY」の休止期間が長かったこともあり、休止期間中に「SUNDAY」は独自の方向性を作り上げていたことなどから、放送再開後も「SATURDAY」との関係はほぼ皆無の状態が続いている。かつては番組名・スポンサーが共通するという点があったが、2021年3月をもって「SATURDAY」のメインスポンサーであった三菱自動車工業が局全体でのスポンサーを降板したことにより、現在は番組名が共通すること以外の共通点が無い。

## 放送時間

### 現在
- 毎週土曜・日曜 12:00 - 18:00[6]

（正確には12:02 - 18:00）

## パーソナリティ

### 現在

#### SATURDAY
- George Cockle

George Girls（アシスタント）
石川、井上の2人で不定期に交代制を取っている
- 石川茱帆
- 井上七重

#### SUNDAY
- 竹下由起（？ - 2023年4月、2023年10月 - 、[注釈 2]）
- 江尻由美子（2018年9月9日[注釈 3] - 、アシスタント、竹下の休演期間は12:00 - 15:00を担当）

### 過去

#### SATURDAY
- 久保田悦子（？ - 2007年3月）
- 來島和江（2017年4月[2] - 2019年3月、アシスタント、石川・井上と不定期交代）

George Girls（アシスタント）
- 府川唯未（2023年6月 - 2025年3月）

### 代打

#### SATURDAY
- Marcellus Nealy

#### SUNDAY
- 人見欣幸（代演、竹下の休演期間は15:30 - 18:00を担当）
- 後藤咲子
- 鈴木梨江

## タイムテーブル
2025年4月現在のタイムテーブルであり、時間に関しては日によって変動する場合がある。

### SATURDAY
- 12:00 オープニング
- 12:30 Traffic Information
- 13:30 Traffic Information
- 13:55 読売新聞ニュース＆天気予報
- 14:30 Traffic Information
- 15:00 George Cockle no KatteniCorner
- 15:30 Traffic Information
- 15:55 読売新聞ニュース＆天気予報
- 16:30 Traffic Information
- 16:35 - 17:45 BANZAI JAPAN
- 17:02 Lazy Days 勝手に連動企画
- 17:30 Traffic Information
- 17:47 読売新聞ニュース＆天気予報
- 17:57 エンディング

### SUNDAY
- 12:00 オープニング
- 12:30 Traffic Information[注釈 4]
- 13:30 Traffic Information
- 13:37 おっさんホイホイ
- 13:55 読売新聞ニュース＆天気予報
- 14:00 KISSA789 - DJ PANCAKEMIX（第4）
- 14:30 Traffic Information
- 15:00 NA PRAIA - 堀内隆志
- 15:30 Traffic Information
- 15:55 読売新聞ニュース＆天気予報
- 16:00 GENERAL RADIO
- 16:30 Traffic Information
- 17:30 Traffic Information
- 17:52 読売新聞ニュース＆天気予報
- 17:57 エンディング

## コーナー

### 現在

#### SATURDAY
- George Cockle no KatteniCorner
- BANZAI JAPAN

#### SUNDAY
- おっさんホイホイ
- KISSA789
- NA PRAIA
- GENERAL RADIO

### 過去

#### SATURDAY
- West Coast Highway
- Afternoon Tea Music
- Nihongo Go Go
- Lazy Days 勝手に連動企画

#### SUNDAY
- 40歳からの体と心の取扱説明書
- 前ムキはつらいよ
- LET'S BREAD! RADIO
- YOU ARE WHAT YOU EAT!?
- POSITIVE THINKER

## イベント

### SHONAN BREEZE SPECIAL LIVE
2011年頃からSUNDAYが主体となって不定期に開催されている有料ライブ。毎回、竹下とゲストアーティスト1組の組み合わせで構成されている。

## エピソード

### SATURDAY
- 番組内では基本的に参加手段についての紹介が行われていないが、実際には番組への参加手段としてメール・Twitter（専用ハッシュタグ「#sbsa789」）で受付を行っている。ただ、Twitterでは専用ハッシュタグを付けてもツイートが見落とされる場合もあるため、ハッシュタグに加えて湘南ビーチFMの公式アカウント「@shonanbeachfm」へリプライすることが、リスナー内での暗黙のルールとなっている。これは他の番組でも同様のルールとなっている場合が多く、SUNDAYでも同様である。
- Twitterとメールの両方でメッセージを受け付けているSUNDAYとは異なって、Twitterでのメッセージを中心としており、メールの受付は基本的に行われていない。理由として「メールの受信がスムーズに行えない」等を挙げており、番組内では「メールよりTwitterの方が助かる」という趣旨の発言をGeorgeが行っている。

### SUNDAY
- 不定期で竹下が自身のInstagramアカウントでライブ機能を使い、スタジオから生配信を行っている。12時・17時台の配信が多く、何れも映像で見ることの出来ないスタジオ内を見ることが出来たり、曲中にコメント機能を使って竹下とコミュニケーションを取ることが出来る。